# Промышленные зоны Москвы
Промышленные зоны Москвы — часть территории города Москвы в пределах установленных границ, сформированная в соответствии с нормативными правовыми актами города Москвы о порядке формирования границ промышленных зон, правилами землепользования и застройки города Москвы. В границах производственных территорий расположено 70 % промышленных предприятий, представляющих 170 видов производств, сосредоточены транспортные потоки, занята значительная часть трудовых ресурсов, потребляется большая часть энергетических и сырьевых ресурсов, поступающих в город.
Именно в производственных зонах размещены практически все наиболее крупные предприятия города. Вместе с тем довольно большая часть промышленных объектов расположена вне производственных зон, в селитебной части города, то есть в непосредственной близости к жилым домам, школам, детским, лечебным и другим учреждениям.
Производственные территории города Москвы различаются по ряду параметров.
В наиболее общем виде непосредственно производственная часть территорий состоит из:
- площадок промышленных предприятий;
- площадок производственных организаций;
- складов, автобаз, автостоянок и гаражей;
- инженерных сооружений и коммуникаций;
- коммунальных и обслуживающих предприятий;
- энергетических объектов;
- административно-общественных центров, размещаемых на транспортных магистралях, связывающих производственные территории с прилегающими районами города.

По характеру размещённых предприятий производственные зоны могут быть разделены на промышленные («ЗИЛ», «Осташковское шоссе», «Медведково», «Вагоноремонт» и т. д.), складские («Курьяново», «Котляково») и зоны с преобладанием научно-исследовательских и опытно-конструкторских производств («Воронцово», «Каширское шоссе», «Черемушки», «Октябрьское поле»). Так, в Северном округе столицы расположено 16 крупных авиационных заводов, НИИ и КБ авиационной промышленности, 31 НИИ других отраслей. В другом наукоёмком округе столицы — Юго-Западном — расположено 35 институтов РАН, 66 научных организаций других отраслей.
Фактически в границах производственных зон, установленных десятки лет назад, располагаются жилье, объекты транспорта, торговли, спортивные сооружения, объекты стройкомплекса, энергетические и коммунальные. Общая площадь промышленных предприятий, как правило, не превышает 50 % площади производственной зоны.
В настоящее время в целях сохранения научно-промышленного потенциала города Москвы осуществлены работы по формированию территорий промышленных зон в границах производственных зон и утверждены постановлениями Правительства Москвы от 01.04.2008 г. № 247-ПП «О территориях промышленных зон города Москвы (вторая очередь)» и от 24.10.2006 г. № 836-ПП «О территориях промышленных зон города Москвы». В пределах города Москвы расположены 209 промышленных зон (согласно вышеназванным постановлениям), которые занимают 7,8 тыс. га, что составляет примерно 16 % территории города Москвы.
Основной задачей при формировании промышленных зон являлось выявление в структуре производственных зон города территорий, обладающих высоким потенциалом развития.
Территории производственных зон, не вошедших в промышленные зоны, могут подлежать реорганизации. Они приобретают особый интерес для города как значительные потенциальные ресурсы для жилого, общественно-делового и производственного строительства, рекреации и реабилитации природного комплекса. Проблемы реорганизации требуют комплексного и дифференцированного подхода с учётом особенностей городского развития и специфики функционирования промтерриторий.
Под реорганизацию попадает 4,3 тысячи га промышленных территорий, например «Тушинский аэродром» и «Территория ЗиЛа».
Около 92 % занятых промышленными предприятиями земельных участков находятся в государственной собственности., в том числе 19 % — в собственности РФ и 72,2 % в собственности города Москвы.
По состоянию на апрель 2019 года, полностью или частично снесены и застроены следующие крупные промзоны или 17 % территории Москвы в старых границах:
ЗИЛ,
«Серп и Молот»,
«Ленино»,
«Перово»,
«Верхние Котлы»,
территория бывшего Тушинского аэродрома;
остаются около 15,3 тыс. га промзон (по другим данным 18,8 тыс. га).

## Список
| Номер  | Название                         | Округ    | Район                                     | Основные предприятия | Состояние | Площадь в плане   |
| ------ | -------------------------------- | -------- | ----------------------------------------- | --- | --- | ----------------- |
| 1      | «Павелецкая»                     | ЦАО; ЮАО | Замоскворечье; Даниловский                | Московский электромеханический завод имени Владимира Ильича | | Нет               |
| 2      | «Варшавское шоссе»               | ЮАО      | Нагатино-Садовники                        | «Ферейн», «Мосинжбетон», «СКИМ» | | Нет               |
| 3      | «Донские улицы»                  | ЮЗАО     | Академический                             | ТЭЦ-20 | | 35 га             |
| 4      | «Звенигородское шоссе»           | ЦАО      | Пресненский                               | КБ «Мотор» | | 5 га              |
| 5      | «Магистральные улицы»            | САО      | Хорошёвский                               | Плодоовощная база «Красная Пресня», мелькомбинат № 3, хладокомбинат № 7 | Планируется реорганизация: постройка гостиниц, торговых центров, паркингов |                   |
| 6      | «Силикатные улицы»               | СЗАО     | Хорошёво-Мнёвники                         | ТЭЦ-16, 5-й автобусный парк | |                   |
| 7      | «Боткинский проезд»              | САО      | Беговой                                   | ОКБ имени П. О. Сухого, «Знамя Труда», «Гражданские самолёты Сухого» | Часть промзоны отделена с 2010-х годов улицей Маргелова и на ней ведётся строительство многоэтажных панельных домов | 16 га             |
| 8      | «Площадь развилки»               | САО      | Сокол                                     | | | 57 га (3 подзоны) |
| 9      | «Улица Правды»                   | САО      | Беговой                                   | «Дукс», Типография «Правды», «БАТ-Ява», «Второй часовой завод» | В 2013 году «Второй часовой завод» полностью разрушен, ведётся расчистка территории; планируется застройка жильем, бизнес и торговыми центрами | 36 га (2 подзоны) |
| 10     | «Владыкино»                      | СВАО     | Отрадное                                  | | | 19 га             |
| 11     | «Огородный проезд»               | СВАО     |                                           | «Борец», «Станколит», Останкинский мясоперерабатывающий комбинат, 6-й автобусный парк | В 2008 году завод «Борец» был закрыт. В 2018-м начался снос корпусов и строительство жилых домов. Завод «Станколит» прекратил свою работу в 1998 году. В начале 2010-х была проведена рекнострукция промышленных помещений под коммерческие функции | 138 га (7 подзон) |
| 12     | «ТСХА»                           | САО      | Коптево                                   | Завод Низковольтной аппаратуры | |                   |
| 13     | «Коптево»                        | САО      | Войковский, Коптево                       | ММЗ «Авангард», «Фармакоптево» | |                   |
| 14     | «Калибр»                         | СВАО     | Останкинский                              | Калибровский завод, Uponor, «Звёздный» (бывший хлебозавод № 11 им. Микояна), 6-й троллейбусный парк, в/ч 52295 | | 32 га             |
| 15     | «Алексеевские улицы»             | СВАО     |                                           | | | 11 га (2 подзоны) |
| 16     | «Митьковская ветка»              | ВАО, ЦАО | Сокольники, Красносельский                | | |                   |
| 17     | «Курская»                        | ЦАО      |                                           | | |                   |
| 18     | «Грузинский Вал»                 | ЦАО      | Пресненский                               | Депо имени Ильича, хлебозавод имени Зотова, электродепо «Красная Пресня» | |                   |
| 19     | «Хапиловская»                    | ВАО      | Преображенское, Соколиная Гора            | «Электрозавод», АТЭ-1, МЭЛЗ, «Вымпел» | |                   |
| 20     | «Семёновская»                    | ВАО      | Соколиная Гора                            | «Салют», «ВНИИИнструмент», «Московский инструментальный завод» | |                   |
| 21     | «Кирпичные улицы»                | ВАО      | Соколиная Гора                            | | |                   |
| 22     | «Соколиная Гора»                 | ВАО      | Соколиная Гора                            | ТЭЦ-11 | |                   |
| 23     | «Серп и Молот»                   | ЮВАО     | Лефортово, Перово                         | «Серп и Молот», ТЭЦ-11, «Компрессор», МСВЗ им. Войтовича | Завод «Серп и Молот» был закрыт в 2011 году. Снос корпусов начался в 2015 году. Территория отдана под жилую застройку | 60 га             |
| 24     | «Карачарово»                     | ЮВАО     | Нижегородский                             | «Станкоагрегат» | |                   |
| 25     | «Волгоградский проспект»         | ЮВАО     | Нижегородский, Южнопортовый               | Московский шинный завод, ТЭЦ-8 | |                   |
| 26     | «Южный порт»                     | ЮВАО     | Печатники                                 | АЗЛК, Южный порт, «Синтез», «Мосспецжелезобетон» | | 944 га            |
| 27     | «ЗиЛ»                            | ЮАО      | Даниловский                               | ЗиЛ, «Динамо», ТЭЦ-9 | Планируется реорганизация: создание парковой зоны и реконструкция набережной, постройка жилья, торговых и бизнес-центров | 377 га            |
| 28     | «Ленино»                         | ЮАО      | Бирюлёво Восточное                        | ОАО «Московский комбинат хлебопродуктов», Завод игрушек «Огонёк» | Строится жилой микрорайон «Царицыно» |                   |
| 28а    | «Бирюлёво»                       | ЮАО      | Бирюлёво Западное                         | ТЭЦ-26, Покровская плодоовощная база, пивоварня «Эфес», Мостотряд-4 | |                   |
| 29     | «Нагатино»                       | ЮАО      | Нагатино-Садовники                        | ЦНИИХМ, 7-й троллейбусный парк, 9-й автобусный парк | |                   |
| 30     | «Коломенское»                    | ЮАО      | Нагатино-Садовники, Москворечье-Сабурово  | Электроподстанция 213 | Идёт застройка ЖК «Life Варшавская» |                   |
| 31     | «Каширское шоссе»                | ЮАО      | Москворечье-Сабурово                      | МИФИ, Московский завод полиметаллов, ВНИИХТ | |                   |
| 32     | «Котляково»                      | ЮАО      | Царицыно                                  | Царицынский мясокомбинат | |                   |
| 33     | «Верхние Котлы»                  | ЮАО      | Нагорный                                  | Котельский кирпичный завод, ППК «Медная фольга», 8-й троллейбусный парк | |                   |
| 35     | «Воронцово»                      | ЮЗАО     | Черёмушки, Коньково                       | «Красный пролетарий» (филиал), электродепо «Калужское», 1-й автобусный парк | |                   |
| 36     | «Красный строитель»              | ЮАО      | Чертаново Южное                           | Газстроймаш | |                   |
| 37     | «Очаково»                        | ЗАО      | Очаково-Матвеевское                       | ДСК-2, ТЭЦ-25 | |                   |
| 37ю    | «Южное Очаково»                  | ЗАО      | Очаково-Матвеевское                       | Комбинат шампанских вин, Московский Пиво-Безалкогольный комбинат «Очаково», воинские части | |                   |
| 37с    | «Северное Очаково»               | ЗАО      | Очаково-Матвеевское, Можайский            | Деревообрабатывающий завод № 27, Московский радиотехнический институт, ОАО «Мосточлегмаш» | |                   |
| 38     | «Кунцево»                        | ЗАО      | Можайский, Кунцево                        | | |                   |
| 39     | «Бережковская набережная»        | ЗАО      | Дорогомилово                              | ТЭЦ-12, депо Москва-Пассажирская-Киевская | |                   |
| 40     | «Фили»                           | ЗАО      | Филёвский парк                            | Завод им. Хруничева | |                   |
| 40а    | «Западный порт»                  | ЗАО      | Филёвский парк                            | Западный порт | |                   |
| 41     | «Октябрьское поле»               | СЗАО     | Щукино                                    | Курчатовский институт | |                   |
| 42     | «Тушино»                         | СЗАО     | Тушино                                    | ТМЗ | |                   |
| 43     | «Трикотажная»                    | СЗАО     | Тушино                                    | Завод ЖБК, Завод «Шоссе», 15-й автобусный парк | |                   |
| 44     | «Братцево»                       | САО      | Войковский, Головинский                   | Московская тонкосуконная фабрика им. Петра Алексеева, НИМИ, Завод нестандартного оборудования | |                   |
| 45     | «Автомоторная»                   | САО      | Головинский                               | Мосавтотранс, Моссельмаш | |                   |
| 46     | «Коровино»                       | САО      | Дмитровский                               | ТЭЦ-21, ОИВТ РАН, Московский трубозаготовительный комбинат, ДСК № 7, Бусиновский мясоперерабатывающий комбинат, рыбокомбинат «Меридиан»                                                                              | |                   |
| 47     | «Вагоноремонтный»                | САО      | Дмитровский                               | | |                   |
| 48     | «Дегунино-Лихоборы»              | САО      | Западное Дегунино                         | 7-й автобусный парк, МОСТОНАП, 149 Механический завод, Владыкинский механический завод | |                   |
| 49     | «Бескудниково»                   | СВАО     | Лианозово, Алтуфьевский                   | | |                   |
| 50     | «Алтуфьевское шоссе»             | СВАО     | Алтуфьевский, Отрадное                    | Подстанция 505 Бескудниково, ОАО «Научно-исследовательский центр по испытанию высоковольтной аппаратуры» (НИЦ ВВА), торговое плодоовощное ГУП «Алтуфьево», Управление механизации № 37 ЗАО «Мосстроймеханизация — 5» | |                   |
| 51     | «Медведково»                     | СВАО     | Северное Медведково                       | Фабрика «Кожгалантерея», Лосиноостровский завод строительных материалов, Мосинжбетон, Медведковский хлебозавод | |                   |
| 51а    | «Осташковское шоссе»             | СВАО     |                                           | Московский пограничный институт ФСБ России | |                   |
| 52     | «Северянин»                      | СВАО     |                                           | платформа Северянин, «Русский мех», ТРК «Золотой Вавилон», Metro, Московский нефтемаслозавод, Ростокинский ремзавод, Яуза-Хлеб                                                                                       | |                   |
| 52а    | «Свиблово»                       | СВАО     | Бабушкинский                              | | |                   |
| 53     | «Калошино»                       | ВАО      | Гольяново, Метрогородок                   | ТЭЦ-23 | |                   |
| 54     | «Прожектор»                      | ВАО      | Перово                                    | «Прожектор», Московский электродный завод | |                   |
| 55     | «Перово»                         | ВАО      | Перово                                    | Кусковский химический завод, «Нестандартмаш» | |                   |
| 56     | «Грайвороново»                   | ЮВАО     | Нижегородский, Рязанский                  | Карачаровский механический завод, Московский жировой комбинат | |                   |
| 57     | «Курьяново»                      | ЮВАО     | Печатники                                 | Курьяновская станция аэрации | |                   |
| 58     | «Люблино-Перерва»                | ЮВАО     | Люблино                                   | Люблинский литейно-механический завод, вагонное и локомотивное депо «Люблино» | |                   |
| 59     | «Чагино-Капотня»                 | ЮВАО     | Капотня                                   | Московский нефтеперерабатывающий завод | |                   |
| 61     | «Крылатское»                     | ЗАО      | Крылатское                                | | |                   |
| 62     | «Тёплый Стан»                    | ЮЗАО     | Ясенево                                   | Коньковский водопроводный регулирующий узел, 18-й автобусный парк | |                   |
| 63     | «Выхино»                         | ЮВАО     | Выхино-Жулебино                           | Калининградский совхоз декоративного садоводства, 19-й таксомоторный парк, «Простор», УВД ЮВАО | |                   |
| 64     | «Строгино»                       | СЗАО     | Строгино                                  | Краснопресненское (Строгинское) трамвайное депо, Технопарк «Строгино», РТС «Строгино», ТК «Метро» | |                   |
| 65     | «Чертаново»                      | ЮАО      | Чертаново Центральное, Чертаново Северное | 17-й автобусный парк, Подстанция 370, Завод «Сапфир» | |                   |
| 66     | «Митино»                         | СЗАО     | Митино                                    | | |                   |
| 67     | «Пенягино»                       | СЗАО     | Митино                                    | | |                   |
| 68     |                                  | СВАО     | Северный                                  | Торговая зона Дмитровская", ТЦ «Рио», плодоовощной рынок, METRO № 14 | |                   |
| 68а    | «Северная Водопроводная Станция» | СВАО     | Северный                                  | Северная станция водоподготовки Мосводоканала | |                   |
| 69     | «Руднёво»                        | ВАО      | Косино-Ухтомский                          | Мусоросжигательный завод | |                   |
| 70     | «Бутово»                         | ЮЗАО     | Южное Бутово                              | Бутовский кирпичный завод | |                   |
| 71,71а | «Солнцево»                       | ЗАО      | Солнцево                                  | Завод железобетонных конструкций «ПИК-Индустрия» (бывш. ВЗЖБК ОАО «ДСК-3») | |                   |
| 72     | «Тёплый Стан»                    | ЮЗАО     | Тёплый Стан                               | | |                   |

## Особые экономические зоны
Особая экономическая зона «Технополис „Москва“».